# Barry Primus
Barry Primus (Nueva York, 16 de febrero de 1938) es un actor, director, productor y guionista de cine y televisión estadounidense.

## Carrera
Cuando era niño, Primus se interesó en el teatro y en el cine por instinto y también a causa de las obras de teatro y de cine que veía entonces. También se dejó inspirar por sus padres, que habían participado en teatro y les gustaba correspondientemente. Se graduó en 1960 como actor en Bennington College. Durante la primera década de su carrera Barry Primus trabajó principalmente en el teatro y a partir de 1962 empezó su carrera en la televisión. Durante los siguientes años Primus consiguió así experiencia en series de televisión como Los Defensores, Lado Este/ Lado Oeste y El virginiano. Entonces él hizo su primera película en televisión en The Desperate Hours (1967) y después de ella hizo finalmente el salto a la pantalla del cine con la película Mafia (1968), cuyo argumento está situado en Manhattan. 
Otras películas, en las que participó, fueron Boxcar Bertha (1972), Tensión (1975), Heartland (1979), Juegos de Noche (1980), Ausencia de Malicia (1981), y Culpable por Sospecha (1991). También tuvo un papel recurrente en la serie de televisión de la CBS Cagney & Lacey (1982 — 1988) como el novio de Christine Cagney, Sargento Dory Mckenna, cuyo problema de drogas oscurece su habilidad como agente policial. Primus también tuvo papeles huésped en series conocidas como Se ha escrito un crimen, Law & Order y Expediente X.
Después de trabajar como ayudante del director de Mark Rydell en la película La rosa (1979), Primus aumentó su actividades detrás de la cámara y en 1992, él dirigió su primera producción cinematográfica Gente de Sunset Boulevard, en la que él también escribió el libro y el guion. 
Es miembro del Actors Studio y como tal ha dado clases de actuación en el American Film Institute, el Instituto de Teatro y Cine Lee Strasberg, la UCLA y en Los Talleres de Medios de comunicación del Maine en Maine. También da clases de actuación en la Universidad Loyola Marymount y en la Universidad de Columbia. Finalmente Primus también da clases de actuación y dirección a nivel internacional.
La historia reciente de Primus en su carrera incluye su participación en Jackson (2008), una película dirigida por J. F. Lawton. También tuvo un cameo en Righteous Kill (2008), con Al Pacino y Robert De Niro, American Hustle (2013), y Grudge Match (2013), y todavía hoy hace apariciones como actor en películas.
Estuvo casado con la coreógrafa Julie Arenal por más de 50 años y tiene un hijo.

## Filmografía (Selección)

### Películas
- 1967: The Desperate Hours (película para televisión)
- 1968: The Brotherhood
- 1971: The Red Baron
- 1974: The Gravy Train
- 1975: Macchie solari (Autopsy)
- 1977: New York, New York
- 1978: Avalancha (Avalanche)
- 1979: Heartland
- 1979: La rosa (The Rose)
- 1982: Ausencia de malicia (Absence of malice)
- 1986: S.O.S. Equipo azul (SpaceCamp)
- 1986: Jake Speed
- 1987: Traición y venganza (The Stranger)
- 1988: Ensalada de gemelas (Big Business)
- 1991: Guilty by Suspicion
- 1992: Gente de Sunset Boulevard (Mistress; también fue director y guionista)
- 1995: Pacto diabólico (Trade-Off; película para televisión)
- 1997: Juego mortal (Golden Coast; película para televisión)
- 1999: Doble filo (Black and White)
- 2003: Frankie and Johnny are married
- 2005: Break a Leg
- 2005: After Midnight (película para vídeo)
- 2008: Jackson
- 2008: Righteous Kill
- 2012: The Legend
- 2013: American Hustle
- 2013: Grudge Match
- 2013: Hummingbird
- 2015: Bad Hurt
- 2017: Breakable You

### Series
- 1977-1977: Washington a puerta cerrada (Washington: Behind Closed Doors; Miniserie)
- 1982-1985: Cagney & Lacey (11 episodios)